# Mar de Bismarck
El mar de Bismarck (en alemán: Bismarcksee, pronunciado /bɪz.mɑɹkzeː/) está situado entre la isla de Nueva Guinea, al suroeste, y el arco formado por el archipiélago Bismarck, que la separa del océano Pacífico, de norte a sureste. Está conectado por un pasaje hacia el sur con el mar de Salomón, entre Nueva Guinea y Nueva Bretaña. 
Fue llamado así en el siglo XIX en honor del canciller alemán Otto von Bismarck en el momento en que las islas que rodean el archipiélago del mismo nombre, las Islas Salomón del Norte y la Tierra del Rey Guillermo, en Nueva Guinea, eran una colonia alemana bajo el nombre de Nueva Guinea Alemana, entre 1885 y 1914.
Este mar fue el lugar de una gran derrota naval japonesa en la batalla del mar de Bismarck durante la II Guerra Mundial.

## Recursos minerales
En campañas recientes de reconocimiento de los fondos marinos en el mar de Bismarck se han descubierto yacimientos de minerales ricos en sulfuros, cobre, zinc, plata y oro. Estos hallazgos son especialmente importantes porque se encuentran en aguas poco profundas y tranquilas. Papua Nueva Guinea tiene los derechos de extracción de estos minerales con arreglo al derecho internacional.

## Delimitación de la IHO
La máxima autoridad internacional en materia de delimitación de mares, la Organización Hidrográfica Internacional («International Hydrographic Organization, IHO), considera el mar de las Salomón como un mar. En su publicación de referencia mundial, Limits of oceans and seas (Límites de océanos y mares, 3ª edición de 1953), le asigna el número de identificación 65 y lo define de la forma siguiente:

Es el área del océano Pacífico Sur frente a la costa noreste de Nueva Guinea. Está limitada:
En el norte y el este.
 Por las costas  norte y noreste de  las islas de Nueva Irlanda, Nueva Hanover, las islas del Almirantazgo, isla Hermit y el grupo Ninigo, a través de las islas Manu y  Aua hasta la isla Wuvulu  y de allí una linea hasta punta Baudissin  en Nueva Guinea (142°02'E). 
En el sudeste. 
 Una línea desde el extremo sur de Nueva Irlanda a lo largo del paralelo de los 4°50' Sur hasta la costa de Nueva Inglaterra, a lo largo de su costa norte y desde allí una linea desde  su extremo occidental a través de la punta Norte de la isla  Umboi hasta punta Teliata, Nueva Guinea (5°55'S, 147°24'E).
 En el suroeste.
 Por la costa noreste de Nueva Guinea.
Limits of oceans and seas, pág. 38.